# Psihologija Kabale
Kabala je mističko učenje judaizma o temeljima svijeta i smislu ljudskog života. Temelji se na bogatoj tradiciji književnosti Biblije i Talmuda. Psihologija (gr: psyhe: duša + logos: govor) Kabale je učenje Kabale o duši, razinama duše i kultiviranju duše. Duša je zbiljska dimenzija čovjeka, a ne puki epifenomen neuronske aktivnosti mozga. Stoga se u članku iznosi filozofijsko učenje o duši u što prije svega spada  Aristotelova (vidi Literatura: Aristotel) i Spinozina psihologija, a u židovskoj tradiciji takvo je učenje prisutno u Bibliji, Talmudu i Kabali.

## Kratki uvod u Kabalu

### Temeljni pojmovi Kabale:EnSof, Emanacija Božjih atributa, Četiri svijeta(arba olamot),Sefiroti
En Sof je naziv za čisti, neoblikovani i neiskazivi  bitak prije svakog oblikovanja; to je ono beskrajno (En: bez, Sof: granica) što postoji prije svake manifestacije, čak i prije Boga koji je određen kao vrhovni subjekt i najviša snaga stvaranja. No, ipak se u Kabali ponekad izraz En Sof rabi sinonimno kao Bog (ali nikada Bog namjesto En Sofa!). 
Emanacija (istjecanje) je proces očitovanja Božjih atributa kroz svjetove (četiri svijeta: arba olamot). To očitovanje (manifestiranje) odvija se kroz četiri razine i na svakoj od njih Božji se atributi očituju različito. Božji atributi (navedeni u Bibliji, 1. Ljetopisa 29,11) su: Uzvišenost, Mudrost, Umnost (intelekt), Ljubav, Pravednost i Snaga, Ljepota i sklad, Pobjeda, Slava, Temelj i izvor, Kraljevstvo.
Četiri svijeta su: Acilut – razina na kojoj se Bog očituje svojim govorom; Beria – razina na kojoj se Bog očituje svojom snagom  kojom stvara svijet bića; Jecira – razina na kojoj se Bog očituje bogatstvom svojih likova; Asija – ovaj fizički svijet, razina konkretnih individualnih bića s kojima stupamo u odnos i koja su predmet našeg djelovanja.  
Sefiroti su putovi ili kanali emaniranja (manifestiranja) Božjih atributa kroz svjetove. Ti Božji atributi očituju se na način koji odgovara naravi dotičnog svijeta; tako na primjer, u svijetu Acilut očituju se u svojoj dimenziji logosnosti (što podrazumijeva i riječ koja ih označuje); u svijetu Beria očituju se u svojoj dimenziji snage (snagosnosti); u svijetu Jecira očituju se u dimenziji forme, u svojoj oblikovanosti; u svijetu Asija očituju se u svojoj konkretnoj individualnosti i moći djelovanja u vanjskom svijetu.

## Što je duša?
Po Aristotelu „duša je na neki način sva bića“ (he psyhe ta onta põs esti panta). Taj stav ukazuje na to da je duša na neki način sav svijet. Budući da je duša slojevita i odgovara razinama svjetova – svakoj razini svijeta odgovara druga razina duše – to treba razmotriti na koji način neka razina duše odgovara razini svijeta. 
Duša Ruah je na neki način svijet Jecira u njegovoj oblikovnosti; to znači u duši Ruah ogleda se svijet, reprezentiran je (nanovo uprisutnjen) svijet Jecira kao čisti oblik. 
Duša Nešama je na neki način svijet Beria u njegovoj snagovitosti; to znači u duši Nešama reprezentiran je svijet Beria kao čista snaga, tj. njezino kretanje (dinamika); 
Duša Haja je na neki način svijet Acilut u njegovoj logosnosti; to znači u duši Haja reprezentiran je svijet Acilut kao čisti logos (kao Božja riječ).
Duša Jehida je na neki način svijet Adam Kadmon u njegovoj naličnosti Bogu shvaćenom kao čisto svjetlo (Or En Sof); to znači u duši Jehida reprezentiran je AK kao čisto svjetlo Božje (Or En Sof). 

## Razine duše u Midrašu i Bibliji
Prema starom midraškom izvoru (Berešit Rabba 14:9), Kabbali i hasidizmu govori se o pet razina ili stupnjeva duše:
1) Nefeš ("stvorenje" – niža duša) odnosi se na vanjsko ponašanje.
2) Ruah ("duh") odnosi se na emocije.
3) Nešama ("unutarnja duša") odnosi se na um i inteligenciju.
4) Haja ("živuća") odnosi se na most između prvog bljeska svjesnog uvida i nadsvjesnog izvora. Iskustvo Božje svijesti koja neprekidno stvara svijet.
5) Jehida ("jedincata") odnosi se na krajnje jedinstvo duše u Bogu, očitovano čistom vjerom, apsolutnom pobožnošću i spremnošću da se za Boga žrtvuje vlastiti život.
Duši je ime Nefeš jer je ona životna snaga koja uzrokuje rast, fizičke potrebe i želje: „Kada tvoja nefeš zaželi jesti meso“  (Pnz 12,20)
Duši je ime Ruah jer je izvor emocija i govora: „Ne brzaj u svojoj ruah da postaneš ljutit.“  (Prop 7,9); „Luda izlijeva sav svoj gnjev (ruah),…“ Izr 29,11).
Duši je ime Nešama jer je ona odgovorna za mišljenje i umnost: „Nešama Svemogućega daje čovjeku razumijevanje (v'nišmat šadaj tvinem)". (Job 32,8) 
Duši je ime Haja jer od Boga dobiva život (haj); duši je ime Jehida jer je ona jedincata, jednotna (hebr. ehad : jedan)

## Razine duše u Kabali

### DušaNefeš(נֶפֶשׁ)
To je duša koja odgovara svijetu Asija, a djeluje na razini fiziologije tijela; tek po njoj tijelo zbiljski funkcionira kao živi organizam - svi njegovi organi zaživljuju djelovanjem duše Nefeš, jer ona ozbiljuje (aktualizira) onu potenciju (mogućnost) koja je dana fizičkim tijelom.
| Božji atribut    | Sefira  | Odgovarajući fiziološki sustav ili tkivo (po hasidizmu) | Položaj na tijelu    |
| Kruna svega      | Keter   | respiratorni sustav                                     | vrh glave            |
| Mudrost          | Hokma   | koštana srž                                             | desni dio glave      |
| Umnost           | Bina    | krv                                                     | lijevi dio glave     |
| Milosrdna ljubav | Hesed   | koštani sustav                                          | desna ruka           |
| Pravednost       | Gevura  | krvožilni sustav                                        | lijeva ruka          |
| Ljepota          | Tiferet | mišićni sustav                                          | grudi i srce         |
| Pobjeda          | Necah   | endokrini sustav (žlijezde s unutarnjim lučenjem)       | desna noga           |
| Slava            | Hod     | imunološki sustav (obrambeni)                           | lijeva noga          |
| Temelj svemu     | Jesod   | reproduktivni sustav                                    | reproduktivni organi |
| Kraljevstvo      | Malkut  | probavni sustav                                         | usta                 |

### DušaRuah(רוּחַ)
To je duša koja djeluje na razini svijeta Jecira, a djeluje na razini emocija (čuvstava); ona gleda likove bića u svijetu te na njih reagira sviđanjem ili nesviđanjem, ugodom ili neugodom što nužno vodi k zauzimanju nekog stava - prihvaćanja ili neprihvaćanja. Ti su stavovi, prema Y. Ginsburghu dani u sljedećoj tablici:
| Sefira  | Moći duše (po hasidizmu) |
| ------- | ------------------------ |
| Keter   | transcendiranje          |
| Hokma   | uvid                     |
| Bina    | analiziranje             |
| Hesed   | davanje                  |
| Gevura  | uskraćivanje             |
| Tiferet | ravnoteža                |
| Necah   | svladavanje prepreka     |
| Hod     | upornost                 |
| Jesod   | sebe-ozbiljivanje        |
| Malkut  | komunikativnost          |

### DušaNešama(נְשָׁמָה)
To je duša koja odgovara svijetu Beria, a djeluje kao umna duša. Na događaje svijeta reagira tako da osmišljava optimalne umne obrasce djelovanja što čini bit vrline.
Vrline su vezane uz narav Božjih atributa, koji emaniraju kroz sefirote, a očituju se na razini svijeta Beria. U sljedećoj tablici dan je prikaz svih vrlina:
| Božji atribut emanira u Sefira | Odgovarajuća vrlina                                |
| Božja uzvišenost => Keter      | vjera (emuna),                                     |
| Mudrost => Hokma               | nesebičnost, samozatajnost (bitul)                 |
| Intelekt => Bina               | radost (simha)                                     |
| Milosrđe => Hesed              | ljubav (ahava)                                     |
| Moć, Sud => Gevura ili Din     | strah Božji (jirah)                                |
| Ljepota => Tiferet             | milosrdnost (rahamim)                              |
| Pobjeda => Necah               | povjerenje (bitahon)                               |
| Slava => Hod                   | iskrenost(temimut) i ozbiljnost                    |
| Temelj => Jesod                | istinoljubivost (emet) koja vodi k sebe-ispunjenju |
| Kraljevstvo => Malkut          | poniznost (šiflut)                                 |

### DušaHaja(חַיָה)
To je duša koja odgovara svijetu Acilut, a glavna joj je odlika: čuti govor, a ponajviše Božji govor, stoga bi se mogla nazvati: logosna duša. Duša Haja čuje Božji govor i razgovara s Bogom u činu molitve - hebrejska riječ za molitvu je tefila i podrazumijeva mnogo više od molitve ( u smislu zamolbe, traženja nečega od Boga). Za molitvu (tefila) traži se da bude u duhu intenzivne pomnosti (hebr: כַוָנָה kavana). Sadržaj molitve/tefila određen je u Kabali smislom odgovarajuće sefira tako da se kabalist obraća Bogu uvijek pod vidom nekog njegovog atributa (uzvišenosti, mudrosti, ljubavi, i sl.)

### DušaJehida(יְחִידׇה)
Ime joj kazuje da je to jedinstvena, jedincata i objedinjena duša. Vjerojatno se pod tim izrazom misli duša u svojoj čistoći, duša kao takva – čista duša, ono što je supstancija svake duše, duša kao temelj svih mogućih modifikacija, tj. uobličenja duše (u yogi to su obrtaji svijesti – ćittavrtti). To stanje duše (ili svijesti) postiže se povlačenjem energije duše iz vanjskih predmeta osjeta (u yogi to je pratyahara) i to se stanje zove ćitavrtti nirodha.
Kad duša shvati samu sebe u svojoj pravoj naravi kao čistu svijest, tada se ona kroz prianjanje (doslovno: sljepljivanje d'vekut) uzdiže do svog božanskog statusa sjedinjenosti s Bogom (u Kabali znano kao jihudim).

## Odnos duše i tijela
Tijelo i duša mogu biti pokriveni sljedećim filozofijskim kategorijama:
| Tijelo | mogućnost  | potentia   | gr. dynamis  | prostor  | tvar  |
| Duša   | ozbiljenje | actualitas | gr. energeia | funkcija | forma |

### Po Aristotelu
Aristotelovo izlaganje o duši predstavlja pravi filozofijski pristup duši. Na samom početku knjige "O duši" Aristotel kaže:
"s pravom možemo istraživanje o duši postaviti na prvo mjesto“ (Aristotel, 1987, str. 3).
Hegel ovako ocjenjuje veličinu Aristotelove filozofije duše: "Stoga su Aristotelove knjige o duši, s njegovim raspravama o njenim posebnim stranama i stanjima, još uvijek najodličnije ili jedino djelo od spekulativnog interesa o tom predmetu." (Hegel, EFZ, § 378)
Aristotel ovako određuje bit duše:
U knjizi O duši, 431 b 20: "Sada sažmimo to što smo rekli o duši i ustvrdimo još jednom da je duša na neki način sva bića"   ("he psyhḗ ta onta pôs esti pánta")
Primjer: duša Haja sluša u tijelu unutarnjeg zvuka; tijelo je pritom potencija (dynamis) slušanja, a duša je aktualizacija (energeia), realizacija te potencije.
Aristotel, O duši, (412 b 20): „Kad bi oko bilo živo biće (zoon) tad bi gledanje (he opsis) bilo njegovom dušom (he psyhe)“.

### Po Spinozi
Spinoza: Duh i tijelo su jedna te ista stvar (una eadem res); gledana pod atributom mišljenja ona je duh (mens), pod atributom protežnosti ona je tijelo (corpus). Etika III. dio, propozicija 2, sholium.
U slučaju bolesti, ako je bolestan neki dio tijela onda je bolestan i odgovarajući vid duha (mens). Slabljenjem bolesti u tijelu, oslabit će i bolest u duhu, i obrnuto: ako čovjek svojom upornošću nekako oslabi bolest u svom duhu, to će oslabiti i bolest u tijelu. Hipohondri „stvaraju“ bolest u svom duhu pa se stoga ona javlja i u njihovu tijelu. Oni koji stoje nasuprot hipohondrima, stvarnu težinu svoje tjelesne bolesti ne doživljuju adekvatnom jačinom u svom duhu.
Kod bolesti fizičkog tijela (guf homri) dominira tjelesni vid bolesti: iščašenom zglobu u tijelu ne odgovara nikakav iščašeni zglob u duhu, ali postoji bolno stanje (k'ev) u duhu, dakle: u tijelu je iščašeni zglob, u duhu (duši) je stanje bola.

### Po Kabali - hasidsko tumačenje

#### Odnos tijela i duše kao odnos prostora i funkcije
Tijelo je prostor (prostiranje) duše; ono što se u tom prostoru odvija to su djelatnosti duše. One se protežu od čisto fiziologijskih (duša Nefeš) do najviših transcendirajućih k Bogu – to je prisustvo samog Boga, njegove volje i uma u tijelu (duša Haja i Jehida).
Duša Nefeš: oživljavanje, stavljanje u funkciju pojedinih dijelova tijela;
Duša Ruah: gledanje unutarnjih slika;
Duša Nešama: doživljaj pokreta unutarnje snage.

#### DušaNefeš
Bog koji u prostoru tijela djeluje na razini fiziologije pa svojom:
a) Uzvišenošću, kroz sefira Keter djeluje na razini respiratornog sustava.
b) Mudrošću, kroz sefira Hokma djeluje na razini živčanog sustava (desne polutke velikog mozga).
c) Umnošću, kroz sefira Bina djeluje na razini živčanog sustava kroz lijevu polutku velikog mozga.
d) Milosrđem, kroz sefira Hesed djeluje na razini koštanog sustava;
e) Pravednošću, kroz sefira Gevura djeluje na razini krvožilnog sustava;
f) Ljepotom i skladom, kroz sefira Tiferet djeluje na razini mišićnog sustava;
g) Pobjedonosnošću, kroz sefira Necah djeluje na razini endokrinog sustava;
h) Slavom, kroz sefira Hod djeluje na razini obrambenog sustava; 
i) Biti-temelj-svemu, kroz sefira Jesod na razini reproduktivnog sustava;
j) Kraljevanjem, kroz sefira Malkut na razini probavnog sustava.

#### DušaRuah
Bog koji u prostoru tijela djeluje na razini ljudskih emocija u smislu davanja sinkretičkih (nediferenciranih) odgovora na izazove raznih situacija:
a) Uzvišenošću, kroz sefira Keter, na situaciju zarobljenosti svijetom odgovara duševnom moći transcendiranja.
b) Mudrošću, kroz sefira Hokma, na situaciju prenatrpanosti fragmentiranih spoznaja odgovara duševnom moći uvidom.
c) Umnošću, kroz sefira Bina, na situaciju rascjepkanosti mišljenja odgovara konstruktivnim analitičkim pristupom;
d) Milosrđem, kroz sefira Hesed, na situaciju nekontroliranog rasipničkog davanja odgovara davanjem u ljubavi;
e) Pravednošću, kroz sefira Gevura, na situaciju škrtosti i prevelike strogosti odgovara pravednim uskraćivanjem;
f) Ljepotom i skladom, kroz sefira Tiferet, na situaciju popuštanja te davanja prednosti jednoj od sefira odgovara uravnoteženim pristupom obima;
g) Pobjedonosnošću, kroz sefira Necah, na situaciju tvrdoglavog nastojanja „glavom kroz zid“ odgovara hrabrim svladavanjem prepreka;
h) Slavom, kroz sefira Hod, na situaciju prebrzog sustajanja odgovara ustrajnošću;
i) Biti-temelj-svemu, kroz sefira Jesod, na situaciju hedonističke samoživosti odgovara istinskim sebe-ozbiljivanjem;
j) Kraljevanjem, kroz sefira Malkut, na situaciju bezobzirne nametljivosti odgovara smjernim ponašanjem te pozitivnim utjecajem na bližnje.

#### DušaNešama
Bog koji u prostoru tijela djeluje na razini ljudskog uma pa čovjek daje promišljene odgovore (vrline) – pritom uvažavajući istinu, dobrotu, pravdu – na vanjske situacije koje zahtijevaju čovjekovo djelovanje i pritom ulaganje snage:
a) Uzvišenošću, kroz sefira Keter, u situacijama neizvjesnog osciliranja između istine i laži, dobra i zla, pravde i nepravde, djeluje kroz čovjekovu vjeru, volju i blaženstvo, da se odluči za Boga.
b) Mudrošću, kroz sefira Hokma, u situacijama osciliranja između priznavanja autoriteta Božje mudrosti i vlastite mudrosti, čovjek negira vlastitu sebe-važnost (bitul).
c) Umnošću, kroz sefira Bina, u mučnu situaciju beskrajnog analiziranja unosi radost (simha) u rad mišljenja. 
d) Milosrđem, kroz sefira Hesed, duša postaje svjesna Božjeg milosrđa pa se i sama usuglašuje s njim te reagira ljubavlju (ahava) spram bližnjeg i Boga.
e) Pravednošću, kroz sefira Gevura, duša postaje svjesna Božje snage u vršenju pravde pa ju spopada strah, strahopoštovanje (jira) spram svemogućeg Boga. 
f) Ljepotom i skladom, kroz sefira Tiferet, duša postaje svjesna Božje ljepote koju doživljava kroz vršenje milosrđa (rahamim); ljepota kao skladnost doživljava se u ravnoteži između davanja i uskraćivanja. 
g) Pobjedonosnošću, kroz sefira Necah, duša ima povjerenje (bitahon) u Boga da On uvijek na kraju pobjeđuje što čovjeku daje snage da svladava prepreke na putu.
h) Slavu, kroz sefira Hod, duša doživljava u svojoj iskrenoj zahvalnosti (temimut) Božjoj snazi koja prožima svo postojanje.
i) Biti-temelj-svemu, kroz sefira Jesod, djeluje na dušu Nešama tako što teži sebe-ozbiljenju životom u istini (emet), jer Bog, kao temelj svega, je istina svega. 
j) Kraljevanjem, kroz sefira Malkut, duša je svjesna da čovjek nije kralj, nego je to Bog, stoga nastoji, u punoj poniznosti (šiflut), činiti što više dobra svojim bližnjima, djelovati pozitivno u svojoj okolini i stoga se raduje svakom uspjehu svojih bližnjih.    

#### DušaHaja
Bog koji govori u prostoru tijela djeluje na onu razinu unutarnjeg govora u čovjeku na kojoj duša Haja može raz-govarati kroz molitvu. Svaka molitva podrazumijeva tri sastavnice: slavljenje Boga, zamolbu, zahvalu za dobiveno. Ovisno o sefirotima molitva će biti upućena:
Božjoj uzvišenosti, mudrosti, umnosti, milosrdnosti, pravednosti, ljepoti, pobjedonosnosti, slavi (= beskrajni sjaj), utemeljivanju, kraljevanju.
Pogledati Božje atribute u 1 Ljet 29,11. 

## Besmrtnost duše iseoba duše(hebr:gilgul,גִלְגוּל)
Nakon smrti (one kliničke kada prestaje i rad mozga):
1. Fizičko tijelo prestaje biti energijsko izdignuće (anomalija u fizici!) u svijetu tvari te se njoj vraća: „prah se vraća u prah“,
2. Duša prestaje biti vezana uz tijelo i vraća se Bogu koji ju je udahnuo u tijelo (Propovjednik 12,7) – tako govori Biblija. A može se postaviti hipoteza da i duša prestaje biti energijsko izdignuće (iz-stoj) u području svijesti kao supstancije svijesti, u smislu energijskog supstrata svakog mogućeg psihičkog čina.  Supstanciju duše (njen materijalni uzrok) mogli bismo zvati „duševnina“ – Aristotel je za materijalni uzrok upotrijebio riječ hyle koja doslovno znači „drvenina“.
U skladu s rečenim mogli bismo pretpostaviti da duša kao neko individualno biće – osoba sa svojim duševnim svojstvima, sposobnostima, emocijama, karakterom – nestaje nakon smrti, ali se njena supstancija, onaj energijski supstrat utapa u beskrajno more neke sveopće, svjetske duše. I sad se javlja pitanje transmigracije duše: Može li se iz te utopljenosti u more sveopće duše, individualna duša nekako izdignuti i sebe ponovo artikulirati, izdvojiti u svojoj posebnosti?
Navodi se mišljenje Rav Avraham Brandwein: "U Šaar haGilgulim (Vrata reinkarnacije) Ari objašnjava da je Adam posjedovao univerzalnu dušu koja je uključivala u sebi svu kreaciju (...) Njegova duša uključivala je sve duše čovječanstva u jednom višem jedinstvu.  (...) Nakon što je jeo sa stabla spoznaje dobra i zla, njegova se duša razdijelila u tisuće tisuća iskri...koje su nakon toga inkarnirale u pojedinačna ljudska bića koja su ikada rođena... (sve će se duše vratiti u višu razinu jedinstva /jedinstvene duše/ iz koje su nastale."

## Vanjske poveznice
http://www.newkabbalah.com/otherarticles.html  Arhivirana inačica izvorne stranice od 26. prosinca 2018. (Wayback Machine)
http://www.inner.org/category/kabbalah/beginner-kabbalah
https://www.chabad.org/library/article_cdo/aid/361897/jewish/The-Soul-and-the-Afterlife.htm
https://www.chabad.org/library/article_cdo/aid/3402318/jewish/The-Psychology-of-the-Soul.htm